# Дмитриев, Юрий Александрович
Юрий Александрович Дмитриев (1978-2002) — капитан Вооружённых Сил РФ, участник второй чеченской войны, Герой Российской Федерации (2005).

## Биография
Юрий Дмитриев родился 27 февраля 1978 года в городе Багратионовске Калининградской области. В 1995 году он окончил среднюю школу и поступил на учёбу в Калининградское военно-инженерное училище инженерных войск. Позднее был переведён в Нижегородское высшее военно-инженерное командное училище, которое и окончил в 2000 году.
С апреля 2001 года участвовал в боях второй чеченской войны, будучи командиром инженерно-сапёрного взвода 973-й комендантской роты. Во главе своего взвода участвовал в разминировании взрывных устройств, оставленных сепаратистами. 16 октября 2002 года во время инженерной разведки в Октябрьском районе Грозного группа Дмитриева попала в засаду. В завязавшемся бою Дмитриев погиб. Похоронен в Багратионовске.
Указом Президента Российской Федерации от 1 февраля 2005 года за «мужество и героизм, проявленные при выполнении воинского долга в Северо-Кавказском регионе» капитан Юрий Дмитриев посмертно был удостоен высокого звания Героя Российской Федерации.

## Память

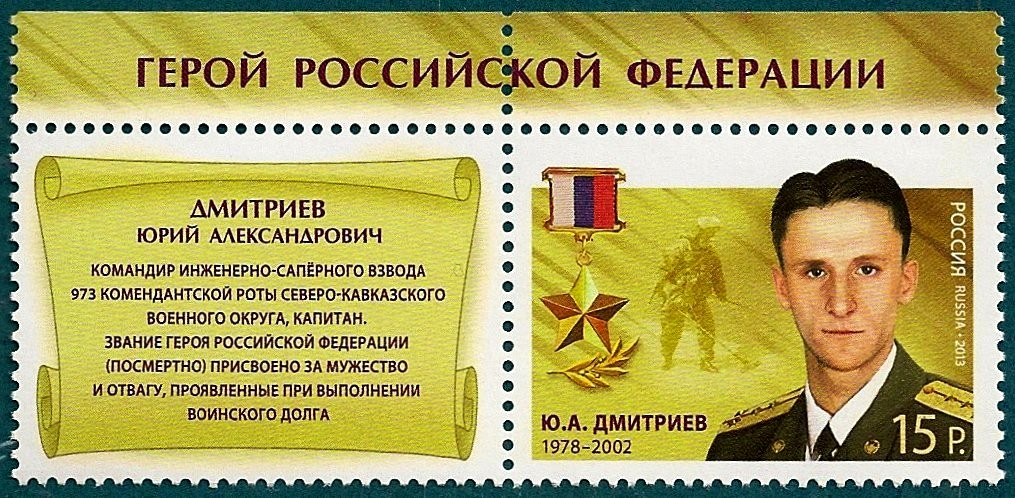
Почтовая марка России. 2013 г.

- В 2013 году почтой России была выпущена почтовая марка из серии «Герой Российской Федерации» с изображением Ю.А. Дмитриева.